# Landtag Nadrenii Północnej-Westfalii
Landtag Nadrenii Północnej-Westfalii (niem. Landtag Nordrhein-Westfalen) – jednoizbowy parlament kraju związkowego Nadrenia Północna-Westfalia, będący najważniejszym organem władzy ustawodawczej w regionie. Jego siedziba znajduje się w stolicy kraju związkowego, Düsseldorfie, nad brzegiem Renu. Obecnym przewodniczącym jest André Kuper.

## Historia
Landtag Nadrenii Północnej-Westfalii został utworzony 2 października 1946 roku decyzją brytyjskiej administracji wojskowej. Pierwsze posiedzenie odbyło się w zniszczonym podczas wojny Operze Düsseldorfskiej. Kolejne obrady miały miejsce w tzw. „Gesolei-Saal” w zakładach Henkel w dzielnicy Holthausen. Od 1949 roku parlament obradował w odbudowanym Ständehausie przy Kaiserteich, dawnym budynku parlamentu pruskiej prowincji Nadrenia. W związku z narastającą potrzebą nowej przestrzeni dla pracy parlamentarnej, zdecydowano o budowie nowej siedziby nad Renem.
Nowy budynek Landtagu oddano do użytku 2 października 1988 roku, w 42. rocznicę pierwszego posiedzenia parlamentu. Zwycięski projekt autorstwa architektów Fritza Ellera, Ericha Maiera, Roberta Waltera i partnerów zakładał stworzenie nowoczesnej, otwartej i funkcjonalnej przestrzeni. Centralnym punktem obiektu jest okrągła sala plenarna, wokół której rozmieszczono pomieszczenia dla prezydium, komisji, frakcji i administracji. W 2010 roku budynek został powiększony o nowy aneks.

## Wybory
Wybierany jest na pięcioletnią kadencję w wyborach powszechnych, bezpośrednich, wolnych i tajnych. Posłowie reprezentują całą ludność kraju związkowego i wykonują swój mandat niezależnie, kierując się wyłącznie własnym sumieniem (art. 30 ust. 2 konstytucji krajowej).
Do uzyskania bezwzględnej większości wymagana jest większość spośród ustawowej liczby członków parlamentu (np. 98 przy 195 deputowanych). Landtag może podejmować uchwały przy obecności co najmniej połowy swych członków. Głosowania odbywają się przez podniesienie ręki, powstanie z miejsc, a w szczególnych przypadkach przez tzw. Hammelsprung. Przewidziane są także głosowania imienne oraz tajne, np. przy wyborze prezydenta Landtagu lub ministra-prezydenta.

## Funkcje
Landtag Nadrenii Północnej-Westfalii pełni cztery główne funkcje:
- Ustawodawcza i budżetowa – uchwala ustawy obowiązujące w kraju związkowym, m.in. w dziedzinach takich jak edukacja, kultura, administracja lokalna, policja czy więziennictwo. Jednym z najważniejszych uprawnień jest prawo do uchwalenia budżetu landu,
- Funkcja wyborcza – wybiera prezydenta Landtagu, jego zastępców, ministra-prezydenta oraz przedstawicieli do innych organów konstytucyjnych,
- Debata publiczna – obrady Landtagu są jawne i transmitowane w Internecie. Parlament stanowi forum otwartej debaty politycznej,
- Kontrola parlamentarnej – Landtag sprawuje kontrolę nad działalnością rządu krajowego i administracji. Najsilniejszym narzędziem kontroli są parlamentarne komisje śledcze.

## Siedziba
Obecna siedziba Landtagu to nowoczesny gmach położony nad Renem, zaprojektowany na planie okręgu, co symbolizuje równość parlamentarzystów. Duża hala wejściowa pełni funkcję miejsca spotkań, debat, wystaw i wydarzeń społecznych. Przeszklona architektura zapewnia transparentność, a jego forma i lokalizacja w parku obywatelskim podkreślają demokratyczny charakter instytucji. W przeszłości siedzibami parlamentu były m.in. Ständehaus przy Kaiserteich oraz tzw. Gesolei-Saal w zakładach Henkel. W budynku przyległym do obecnej siedziby mieści się Villa Horion, dawna siedziba ministra-prezydenta, obecnie miejsce wystaw i centrum edukacji obywatelskiej. Znajduje się tam m.in. historyczna sala posiedzeń gabinetu rządu.

## Lista przewodniczących Landtagu
| Imię i nazwisko       | Partia | Partia                             | Czas pełnienia funkcji   | Czas pełnienia funkcji |
| Imię i nazwisko       | Partia | Partia                             | Od                       | Do                     |
| --------------------- | ------ | ---------------------------------- | ------------------------ | ---------------------- |
| Ernst Gnoß            |        | Socjaldemokratyczna Partia Niemiec | 2 października 1946(dts) | 19 grudnia 1946(dts)   |
| Robert Lehr           |        | Unia Chrześcijańsko-Demokratyczna  | 19 grudnia 1946(dts)     | 19 kwietnia 1947(dts)  |
| Josef Gockeln         |        | Unia Chrześcijańsko-Demokratyczna  | 19 kwietnia 1947(dts)    | 6 grudnia 1958(dts)    |
| Wilhelm Johnen        |        | Unia Chrześcijańsko-Demokratyczna  | 13 stycznia 1959(dts)    | 19 kwietnia 1966(dts)  |
| Josef Hermann Dufhues |        | Unia Chrześcijańsko-Demokratyczna  | 19 kwietnia 1966(dts)    | 23 lipca 1966(dts)     |
| John van Nes Ziegler  |        | Socjaldemokratyczna Partia Niemiec | 25 lipca 1966(dts)       | 25 lipca 1970(dts)     |
| Wilhelm Lenz          |        | Unia Chrześcijańsko-Demokratyczna  | 27 lipca 1970(dts)       | 28 maja 1980(dts)      |
| John van Nes Ziegler  |        | Socjaldemokratyczna Partia Niemiec | 29 maja 1980(dts)        | 29 maja 1985(dts)      |
| Karl Josef Denzer     |        | Socjaldemokratyczna Partia Niemiec | 30 maja 1985(dts)        | 29 maja 1990(dts)      |
| Ingeborg Friebe       |        | Socjaldemokratyczna Partia Niemiec | 31 maja 1990(dts)        | 31 maja 1995(dts)      |
| Ulrich Schmidt        |        | Socjaldemokratyczna Partia Niemiec | 1 czerwca 1995(dts)      | 2 czerwca 2005(dts)    |
| Regina van Dinther    |        | Unia Chrześcijańsko-Demokratyczna  | 8 czerwca 2005(dts)      | 9 czerwca 2010(dts)    |
| Edgar Moron           |        | Socjaldemokratyczna Partia Niemiec | 10 czerwca 2010(dts)     | 13 lipca 2010(dts)     |
| Eckhard Uhlenberg     |        | Unia Chrześcijańsko-Demokratyczna  | 13 lipca 2010(dts)       | 31 maja 2012(dts)      |
| Carina Gödecke        |        | Socjaldemokratyczna Partia Niemiec | 31 maja 2012(dts)        | 31 maja 2017(dts)      |
| André Kuper           |        | Unia Chrześcijańsko-Demokratyczna  | 1 czerwca 2017(dts)      |                        |